# Pyrenopsis sanguinea
Pyrenopsis sanguinea är en lavart som beskrevs av Anzi. Pyrenopsis sanguinea ingår i släktet Pyrenopsis och familjen Lichinaceae.   Inga underarter finns listade i Catalogue of Life.